# Élections législatives de 1914 dans l'Aisne
Les élections législatives françaises de 1914 se déroulent les 26 avril et 10 mai 1914. Dans le département de l'Aisne, huit députés sont à élire dans le cadre de huit circonscriptions.

## Élus
|   | Circonscription | Député sortant   |  | Parti       | Député élu ou réélu |  | Parti       |
| - | --------------- | ---------------- |  | ----------- | ------------------- |  | ----------- |
| = | Château-Thierry | Amédée Couesnon  |  | PRRRS       | Amédée Couesnon     |  | PRRRS       |
| = | Laon-1          | Ernest Ganault   |  | Rad. indep. | Ernest Ganault      |  | Rad. indep. |
| = | Laon-2          | Albert Forzy     |  | PRD         | Léon Accambray      |  | PRRRS       |
| = | Saint-Quentin-1 | Louis Ringuier   |  | SFIO        | Louis Ringuier      |  | SFIO        |
| = | Saint-Quentin-2 | Jules Desjardins |  | ALP         | Olivier Deguise     |  | SFIO        |
| = | Soissons        | Émile Magniaudé  |  | PRRRS       | Émile Magniaudé     |  | PRRRS       |
| = | Vervins-1       | Pascal Ceccaldi  |  | PRRRS       | Pascal Ceccaldi     |  | PRRRS       |
| = | Vervins-2       | Albert Hauet     |  | Rad. indep. | Albert Hauet        |  | Rad. indep. |

## Résultats

### Analyse

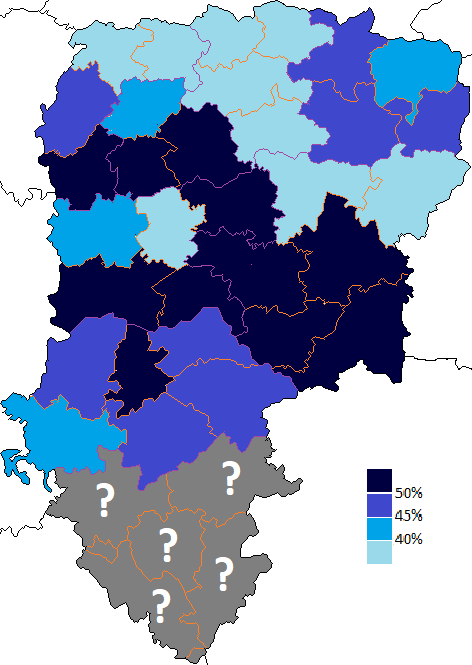
Résultats électoraux de la droite parlementaire au premier tour par canton.
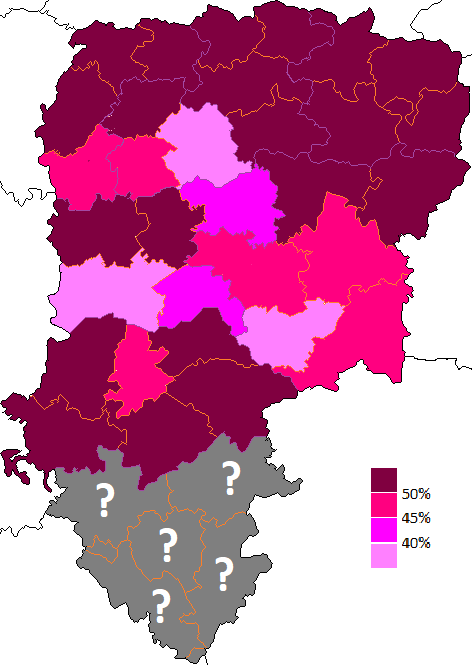
Résultats électoraux des gauches radicale et socialiste au premier tour par canton.

### Résultats à l'échelle du département
| Parti          | Parti                 | Premier tour | Premier tour | Second tour | Second tour | Sièges |
| Parti          | Parti                 | Voix         | %            | Voix        | %           | Sièges |
| -------------- | --------------------- | ------------ | ------------ | ----------- | ----------- | ------ |
|                | Parti radical         | 35 037       | 28,80        | 9 771       | 29,27       | 4      |
|                | Radicaux indépendants | 16 543       | 13,60        | -           | -           | 2      |
|                | Gauche radicale       | 51 580       | 42,39        | 9 771       | 29,27       | 6      |
|                |                       |              |              |             |             |        |
|                | PRD                   | 26 155       | 21,50        | 8 767       | 26,26       | 0      |
|                | FDG                   | 8 153        | 6,70         | -           | -           | 0      |
|                | ALP                   | 7 944        | 6,53         | 7 118       | 21,32       | 0      |
|                | FR                    | 7 527        | 6,19         | -           | -           | 0      |
|                | Centre et Droite      | 49 779       | 40,91        | 15 885      | 47,58       | 0      |
|                |                       |              |              |             |             |        |
|                | SFIO                  | 20 163       | 16,57        | 7 716       | 23,11       | 2      |
|                | Gauche socialiste     | 20 163       | 16,57        | 7 716       | 23,11       | 2      |
|                |                       |              |              |             |             |        |
|                | Divers                | 145          | 0,12         | 13          | 0,04        | 0      |
|                |                       |              |              |             |             |        |
| Inscrits       | Inscrits              | 150 459      | 100,00       | 39 667      | 100,00      |        |
| Abstentions    | Abstentions           | 26 359       | 17,52        | 5 876       | 14,81       |        |
| Votants        | Votants               | 124 100      | 82,48        | 33 791      | 85,19       |        |
| Blancs et nuls | Blancs et nuls        | 2 433        | 1,96         | 406         | 1,20        |        |
| Exprimés       | Exprimés              | 121 667      | 98,04        | 33 385      | 98,80       |        |

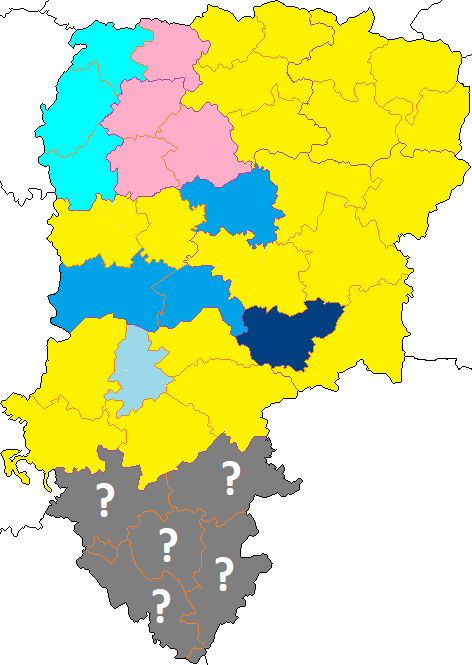
Nuance politique des candidats arrivés en tête dans chaque canton au 1er tour dans le département de l'Aisne.
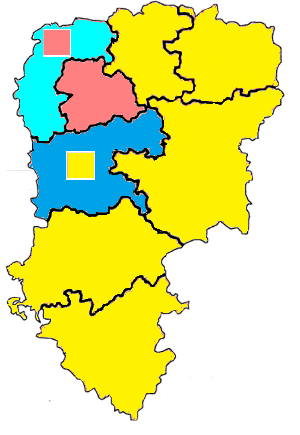
Nuance politique des candidats arrivés en tête dans chaque circonscription au 1er tour dans l'Aisne avec celle des candidats se maintenant au second tour.
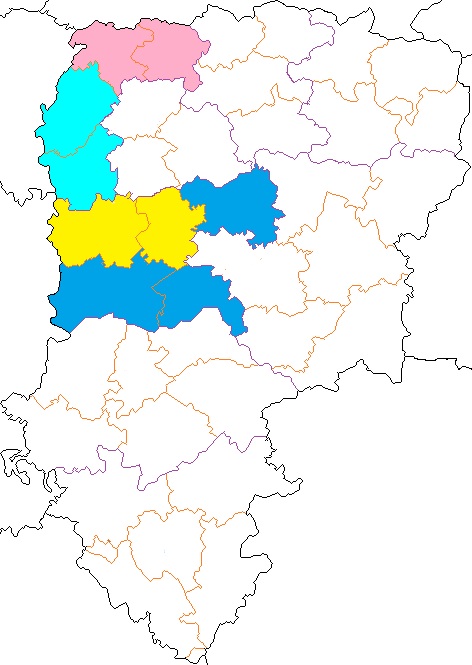
Nuance politique des candidats arrivés en tête dans chaque canton au 2e tour dans le département de l'Aisne.
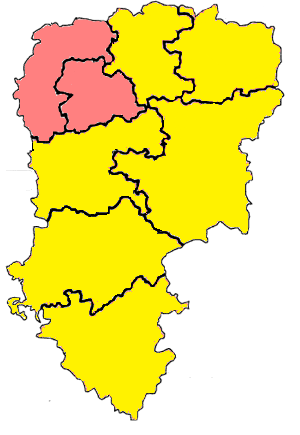
Nuance politique des députés élus dans chaque circonscription au 2e tour dans l'Aisne.

### Résultats par circonscription

#### Circonscription de Château-Thierry
- Député sortant : Amédée Couesnon (PRRRS), réélu.

|                  | Amédée Couesnon* | PRRRS          | 7 370  | 57,47  |  |  |
|                  | M. Avigdor       | PRD            | 4 262  | 33,24  |  |  |
|                  | M. Perrin        | SFIO           | 1 186  | 9,25   |  |  |
|                  |                  | Divers         | 5      | 0.04   |  |  |
|                  |                  |                |        |        |  |  |
| Inscrits         | Inscrits         | Inscrits       | 16 455 | 100,00 |  |  |
| Abstentions      | Abstentions      | Abstentions    | 3 406  | 20,70  |  |  |
| Votants          | Votants          | Votants        | 13 049 | 79,30  |  |  |
| Blancs et nuls   | Blancs et nuls   | Blancs et nuls | 226    | 1,73   |  |  |
| Exprimés         | Exprimés         | Exprimés       | 12 823 | 98,27  |  |  |
| * député sortant |                  |                |        |        |  |  |

#### Première circonscription de Laon
- Député sortant : Ernest Ganault (Rad. indep.), réélu.

|                  | Ernest Ganault*           | Rad. indep.    | 8 475  | 50,55  |  |  |
|                  | Henri Rillart de Verneuil | FR             | 4 335  | 25,86  |  |  |
|                  | Maurice Herbette          | PRD            | 3 884  | 23,17  |  |  |
|                  |                           | Divers         | 70     | 0,42   |  |  |
|                  |                           |                |        |        |  |  |
| Inscrits         | Inscrits                  | Inscrits       | 20 733 | 100,00 |  |  |
| Abstentions      | Abstentions               | Abstentions    | 3 708  | 17,78  |  |  |
| Votants          | Votants                   | Votants        | 17 025 | 82,12  |  |  |
| Blancs et nuls   | Blancs et nuls            | Blancs et nuls | 261    | 1,53   |  |  |
| Exprimés         | Exprimés                  | Exprimés       | 16 764 | 98,47  |  |  |
| * député sortant |                           |                |        |        |  |  |

#### Seconde circonscription de Laon
- Député sortant : Albert Forzy (PRD).
- Député élu : Elie Bloncourt (SFIO).

| Candidat         | Candidat         | Parti          | Premier tour | Premier tour | Second tour | Second tour |
| Candidat         | Candidat         | Parti          | Voix         | %            | Voix        | %           |
| ---------------- | ---------------- | -------------- | ------------ | ------------ | ----------- | ----------- |
|                  | Albert Forzy*    | PRD            | 8 508        | 48,01        | 8 767       | 47,29       |
|                  | Léon Accambray   | PRRRS          | 7 650        | 43,17        | 9 748       | 52,58       |
|                  | Alphonse Maubant | SFIO           | 1 558        | 8,79         | 12          | 0,06        |
|                  |                  | Divers         | 4            | 0,02         | 13          | 0,07        |
|                  |                  |                |              |              |             |             |
| Inscrits         | Inscrits         | Inscrits       | 22 365       | 100,00       | 22 354      | 100,00      |
| Abstentions      | Abstentions      | Abstentions    | 4 332        | 19,37        | 3 635       | 16,26       |
| Votants          | Votants          | Votants        | 18 033       | 80,63        | 18 719      | 83,74       |
| Blancs et nuls   | Blancs et nuls   | Blancs et nuls | 313          | 1,74         | 179         | 0,96        |
| Exprimés         | Exprimés         | Exprimés       | 17 720       | 98,26        | 18 540      | 99,04       |
| * député sortant |                  |                |              |              |             |             |

#### Première circonscription de Saint-Quentin
- Député sortant : Louis Ringuier (SFIO), réélu.

|                  | Louis Ringuier* | SFIO           | 10 002 | 56,10  |  |  |
|                  | Louis Vatin     | FR             | 3 192  | 17,90  |  |  |
|                  | Maurice Loncle  | PRD            | 2 918  | 16,37  |  |  |
|                  | M. Lesueur      | ALP            | 1 706  | 9,57   |  |  |
|                  |                 | Divers         | 12     | 0,06   |  |  |
|                  |                 |                |        |        |  |  |
| Inscrits         | Inscrits        | Inscrits       | 22 266 | 100,00 |  |  |
| Abstentions      | Abstentions     | Abstentions    | 4 098  | 18,40  |  |  |
| Votants          | Votants         | Votants        | 18 168 | 81,60  |  |  |
| Blancs et nuls   | Blancs et nuls  | Blancs et nuls | 338    | 1,86   |  |  |
| Exprimés         | Exprimés        | Exprimés       | 17 830 | 98,14  |  |  |
| * député sortant |                 |                |        |        |  |  |

#### Seconde circonscription de Saint-Quentin
- Député sortant : Jules Desjardins (ALP).
- Député élu : Olivier Deguise (SFIO).

| Candidat       | Candidat          | Parti          | Premier tour | Premier tour | Second tour | Second tour |
| Candidat       | Candidat          | Parti          | Voix         | %            | Voix        | %           |
| -------------- | ----------------- | -------------- | ------------ | ------------ | ----------- | ----------- |
|                | Jules Desjardins* | ALP            | 6 238        | 42,76        | 7 118       | 47,95       |
|                | Olivier Deguise   | SFIO           | 4 994        | 34,23        | 7 704       | 51,90       |
|                | Edgar Dhéry       | PRRRS          | 3 357        | 23,01        | 23          | 0,15        |
|                |                   | Divers         | 1            | 0,01         |             |             |
|                |                   |                |              |              |             |             |
| Inscrits       | Inscrits          | Inscrits       | 17 427       | 100,00       | 17 313      | 100,00      |
| Abstentions    | Abstentions       | Abstentions    | 2 613        | 15,00        | 2 241       | 12,94       |
| Votants        | Votants           | Votants        | 14 814       | 85,00        | 15 072      | 87,06       |
| Blancs et nuls | Blancs et nuls    | Blancs et nuls | 224          | 1,51         | 227         | 1,51        |
| Exprimés       | Exprimés          | Exprimés       | 14 590       | 98,49        | 14 845      | 98,49       |

#### Circonscription de Soissons
- Député sortant : Émile Magniaudé  (PRRRS), réélu.

|                  | Émile Magniaudé* | PRRRS          | 8 942  | 52,30  |  |  |
|                  | Gaston Cagniard  | FDG            | 8 153  | 47,69  |  |  |
|                  |                  | Divers         | 2      | 0,01   |  |  |
|                  |                  |                |        |        |  |  |
| Inscrits         | Inscrits         | Inscrits       | 20 693 | 100,00 |  |  |
| Abstentions      | Abstentions      | Abstentions    | 3 343  | 16,16  |  |  |
| Votants          | Votants          | Votants        | 17 350 | 83,84  |  |  |
| Blancs et nuls   | Blancs et nuls   | Blancs et nuls | 253    | 1,46   |  |  |
| Exprimés         | Exprimés         | Exprimés       | 17 097 | 98,54  |  |  |
| * député sortant |                  |                |        |        |  |  |

#### Première circonscription de Vervins
- Député sortant : Pascal Ceccaldi (PRRRS), réélu.

|                  | Pascal Ceccaldi* | PRRRS          | 7 718  | 53,44  |  |  |
|                  | Jean Richepin    | PRD            | 6 583  | 45,58  |  |  |
|                  | M. Dorez         | SFIO           | 141    | 0,98   |  |  |
|                  |                  | Divers         | 1      | 0,01   |  |  |
|                  |                  |                |        |        |  |  |
| Inscrits         | Inscrits         | Inscrits       | 16 300 | 100,00 |  |  |
| Abstentions      | Abstentions      | Abstentions    | 1 754  | 10,76  |  |  |
| Votants          | Votants          | Votants        | 14 546 | 89,24  |  |  |
| Blancs et nuls   | Blancs et nuls   | Blancs et nuls | 103    | 0,71   |  |  |
| Exprimés         | Exprimés         | Exprimés       | 14 443 | 99,29  |  |  |
| * député sortant |                  |                |        |        |  |  |

#### Seconde circonscription de Vervins
- Député sortant : Albert Hauet (Rad. indep.), réélu.

|                  | Albert Hauet*  | Rad. indep.    | 8 068  | 77,58  |  |  |
|                  | M. Ballet      | SFIO           | 2 282  | 21,94  |  |  |
|                  |                | Divers         | 50     | 0,48   |  |  |
|                  |                |                |        |        |  |  |
| Inscrits         | Inscrits       | Inscrits       | 14 220 | 100,00 |  |  |
| Abstentions      | Abstentions    | Abstentions    | 3 105  | 21,84  |  |  |
| Votants          | Votants        | Votants        | 11 115 | 78,16  |  |  |
| Blancs et nuls   | Blancs et nuls | Blancs et nuls | 715    | 6,43   |  |  |
| Exprimés         | Exprimés       | Exprimés       | 10 400 | 93,57  |  |  |
| * député sortant |                |                |        |        |  |  |

## Rappel des résultats départementaux des élections de 1910

### Élus en 1910
| Circ.            | Élu(e) | Élu(e)      | Élu(e)            | Élu(e)               | Élu(e)               | Battu(e) (seconde place) | Battu(e) (seconde place) | Battu(e) (seconde place) | Battu(e) (seconde place) | Battu(e) (seconde place) |
| Circ.            | Parti  | Parti       | Nom               | % suffrages exprimés | % suffrages exprimés | Parti                    | Parti                    | Nom                      | % suffrages exprimés     | % suffrages exprimés     |
| Circ.            | Parti  | Parti       | Nom               | 1er tour             | 2e tour              | Parti                    | Parti                    | Nom                      | 1er tour                 | 2e tour                  |
| ---------------- | ------ | ----------- | ----------------- | -------------------- | -------------------- | ------------------------ | ------------------------ | ------------------------ | ------------------------ | ------------------------ |
| Château-Thierry  |        | PRRRS       | Amédée Couesnon*  | 52,40 %              | -                    |                          | Rad. indep.              | Eugène Hugot             | 29,66 %                  | -                        |
| Laon-1           |        | Rad. indep. | Ernest Ganault    | 51,30 %              | -                    |                          | ALP                      | Jules Pasquier*          | 48,40 %                  | -                        |
| Laon-2           |        | Cons.       | André Castelin    | 47,77 %              | 53,06 %              |                          | PRRRS                    | Paul Doumer*             | 45,62 %                  | 46,94 %                  |
| Saint-Quentin-1  |        | SFIO        | Louis Ringuier    | 44,40 %              | 55,77 %              |                          | ALP                      | Abbé Bordron             | 31,43 %                  | 44,23 %                  |
| Saint-Quentin-2  |        | ALP         | Jules Desjardins* | 41,67 %              | 50,82 %              |                          | SFIO                     | Georges Devraigne        | 28,70 %                  | 49,18 %                  |
| Soissons         |        | PRRRS       | Émile Magniaudé*  | 49,74 %              | 84,22 %              |                          | FR                       | Léon Chenebenoit         | 41,31 %                  | 15,78 %                  |
| Vervins-1        |        | PRRRS       | Pascal Ceccaldi*  | 47,26 %              | 51,17 %              |                          | FR                       | Émile Villemant          | 44,92 %                  | 48,83 %                  |
| Vervins-2        |        | Rad. indep. | Albert Hauet*     | 69,63 %              | -                    |                          | SFIO                     | Jean Longuet             | 30,37 %                  | -                        |
| * député sortant |        |             |                   |                      |                      |                          |                          |                          |                          |                          |

Dans la circonscription de Laon-2, une élection partielle est organisée au cours de la législature en raison du décès d'André Castelin en 1912. Albert Forzy est élu au premier tour.